# Чериланд (Калифорнија)
Чериланд (енгл. Cherryland) насељено је место без административног статуса у америчкој савезној држави Калифорнија.

## Демографија
По попису из 2010. године број становника је 14.728, што је 891 (6,4%) становника више него 2000. године.
| Група             | 2000.         | 2010.         |
| Белци             | 4.933 (35,7%) | 3.071 (20,9%) |
| Афроамериканци    | 1.360 (9,8%)  | 1.698 (11,5%) |
| Азијати           | 1.151 (8,3%)  | 1.404 (9,5%)  |
| Хиспаноамериканци | 5.774 (41,7%) | 7.955 (54,0%) |
| Укупно            | 13.837        | 14.728        |